# 岡田功
岡田 功（おかだ いさお、旧名：和也（かずや）、1931年6月20日 - ）は、兵庫県尼崎市出身の元プロ野球選手（外野手）、プロ野球審判員。元セントラル・リーグ審判副部長。

## 来歴・人物
兵庫県立尼崎工業高等学校から1950年に大阪タイガース に入団。1952年に一軍に上がり、1954年、1955年には各1試合に中堅手として先発出場。しかし活躍の場には恵まれず、1956年に審判員へ転身。以後着実に力を発揮し、プロ野球審判員現役37年、一軍実働36年、13年連続日本シリーズ出場、日本シリーズ通算94試合出場、日本シリーズ通算21回出場（1963年～1967年、1969年～1981年、1983年、1991年）、レギュラーシーズン通算3902試合出場は日本プロ野球記録。1992年シーズン終了後に引退。
引退後はセ・リーグ審判総務室に勤務し、退任後はマスターズリーグで審判を務め、マスターズリーグ委員会審判部ルール委員長（事実上の審判部長といえる）も務めている。野球教室などでの審判指導も精力的に行っている。
審判員としてのキャリアは申し分なく、長らくセ・リーグ審判員の顔であったが、下記にあるようなトラブルに巻き込まれたり、広岡達朗に槍玉に挙げられたり、1986年に雑誌記者に話した雑談の内容が「巨人びいき」と取られ副部長を解任される（および翌年春まで謹慎処分）など、やや不運な面も持ち合わせている（これは決して巨人寄りの審判ではない、という面からもいえる）。また、インサイドプロテクター転向後の1988年夏にはファウルチップを受けて鎖骨を骨折し、その後のシーズンを棒に振る大怪我を負っている。
1963年に32歳で日本シリーズ初出場を果たすなど、若い時期から高い評価を受けていた一方、引退前年の1991年にもオールスター・日本シリーズにダブル出場を果たし、また最多出場記録更新をこの年に成し遂げ、鉄人健在ぶりをみせていた。1960年代、1970年代、1980年代、1990年代の各年代に、オールスター・日本シリーズ両方で出場経験のある審判は彼一人であり、日本シリーズ第7戦で2回球審（1964年の日本シリーズと1980年の日本シリーズ）を務めた審判も、セ・リーグでは第1号である（パ・リーグでは二出川延明）。
通称「岡ちゃん」。中肉中背ではあるが、足のサイズが28cmもあり、また扁平足のため、「エンタープライズ」とも呼ばれていた。
パ・リーグでほぼ同時期に活躍した同姓の岡田豊（旧名：哲男）審判は、高校の1年後輩である。
1971年7月17日オールスターゲーム第1戦で江夏豊がそれまでの記録を更新する9者連続奪三振を達成した際の球審を務めた。
セ・リーグ袖番号は7（1988年初採用から1992年引退まで、7は2004年以降西本欣司が番号変更により継承）。

## 行った判定、遭遇した事件等

### 土井の左足
岡田を名審判として世に知らしめたこととして、1969年の日本シリーズ第4戦（10月30日後楽園球場）での判定がある。
4回表、無死一・三塁で読売ジャイアンツは、一塁走者の王貞治が二塁に向け、続いて三塁走者・土井正三が本塁に向けてスタートをきる、いわゆるディレードダブルスチール（重盗）を仕掛けた。ボールは、捕手・岡村浩二 - 二塁手・山口富士雄 - 岡村と転送され、土井は捕手・岡村に跳ね飛ばされた形となったことから、このプレイはアウトと思われた。しかし、この試合で球審を務めていた岡田は「セーフ」の宣告をした。この判定に、完璧に土井をブロックしていたと確信していた岡村は激高し岡田を殴打し、岡田は、岡村に日本シリーズ初の退場事件となる処分を下した。なお、日本野球機構においては、本塁でのクロスプレイそのものについてはコリジョンルールが2016年から、判定への不服についてはリクエスト制度が2018年から導入され、関係する状況等は大きく変化している。
岡村退場後に捕手の守備についた岡田幸喜が、投球をわざと捕球せずに球審・岡田を投球の的にするという報復に出たのに対して、岡田はボールを直接投手に送球して渡さずに三塁に転がした。
試合終了後、岡田はこの試合を観戦していたコミッショナー委員や両リーグ会長、および両球団の代表らがいた貴賓席に呼び出され、ボールを三塁側に転がした行為に対して厳重注意処分を受けた。後年、岡田は「前代未聞の誤審と言われ、四面楚歌の状態だった」と述べている。　
厳重注意処分を受けた後、記者に囲まれた岡田は「どうみてもアウトではないのか?」「モニターでは土井の足はホームに達していないぞ!」と詰め寄られた（岡田は後に「確かにモニターを見る限り、土井の足はホームに達していなかった」と述懐している）。帰宅後、ミスジャッジをしてしまったかもしれないと考えた岡田は辞表を提出しようと考えていたところ、報知新聞記者近藤唯之から電話が入り、「あなたのジャッジのとおりの写真が出た」と知らされた。そして、翌朝の各新聞に問題となった本塁でのクロスプレイの写真が大きく引き伸ばされて掲載された。そこには、土井が跳ね飛ばされる直前に彼の左足が岡村の両足の間をかいくぐり、しっかりと本塁を踏んでいる瞬間が見事に写し出されていた。これにより、問題のジャッジは正しかったことが証明され、周囲からの非難は一気に沈静化。逆に「鋭い部分を見ていた」との称賛の声も出た。
岡田自身がフジテレビ739で語ったところによれば、第6戦で岡田が右翼外審として出場したときは、（ジャッジの正当性が証明されたにもかかわらず）真上にいる阪急ファンから大ブーイングを受けたという。また、阪急監督の西本幸雄は、新聞に写真が掲載された後も、「写真がどうした？アウトはアウトだ」「アウトかセーフかが、いつの間にか足が入っていたかどうかの話に摩り替えられた。巨人の選手が見逃せば全部ボールか、巨人の選手がベースに近ければ全部セーフなのか」と、岡田の判定を批判し、自らの正当性を主張した。
この岡田のジャッジや審判としての葛藤についてはアニメ「巨人の星」第148話「グランドの孤独者」の中で描かれた。なお、この話の中には岡田の妻と「かおり」という娘が登場する。また、舞台は日米野球のサンフランシスコ・ジャイアンツ戦で、退場者もジャイアンツの捕手という設定だった。

### 岡田審判と暴力事件
1956年から1992年までの通算37年（総務の時代を含めると通算46年）にも及ぶ審判人生では数度暴力事件に巻き込まれている。
最初に巻き込まれた試合は1957年8月21日に中日球場で行われた中日ドラゴンズ対国鉄スワローズ戦である。この試合では国鉄の金田正一が史上4人目となる完全試合を達成したが、9回裏の判定トラブルが原因で観客が乱入・暴動という事態に至った。この試合で岡田審判は右翼外野線審を務めていたが、観客が乱入した時に逃げ遅れたために標的となった。
次に巻き込まれた試合が1969年10月30日に後楽園球場で行われた読売ジャイアンツ対阪急ブレーブスの日本シリーズ第4戦であった（上記）。
さらに巻き込まれた試合に1982年8月31日に行われた横浜スタジアムでの横浜大洋ホエールズ対阪神タイガース戦がある。この試合で三塁塁審を務めていた鷲谷亘審判が判定に不服を訴えた島野育夫コーチに殴られ退場を宣告した。そのため球審を務めていた岡田審判は島野コーチを止めようとしたが逆に同コーチに襲われ、柴田猛コーチからも殴る蹴るの暴行を受け、岡田球審は全治2週間の怪我を負った。

この時、審判側はプロ野球史上、日本はもとより世界でも初めて「暴力行為による没収試合」を検討していたが、当時の阪神監督安藤統男が謝罪して没収試合は回避された。審判側が一時引き揚げる時、岡田は「暴力団のようなチームと試合できるか!!」と激怒しプロテクター（当時はインサイドプロテクターではなく、手に持っていたアウトサイドプロテクター）を叩きつけたが、後に島野らへの処分発表の際にセントラルリーグ会長の鈴木龍二から「審判の商売道具であるプロテクターを投げることは何事だ!」と叱責されている。

### 巨人びいき発言と審判担当割漏洩での処分
1986年10月9日、岡田は自らが執筆しているコラムで、一ファンにかえってとして、その日に開催される大洋対巨人の試合について「巨人が7-3で○星」「巨人が先行してくれるのが望ましい」「実を言えば、私、岡田、きょうの大洋-巨人戦の球審なのであります」と書いた。特に最後の点については、公表が禁じられている審判の担当割であったため、セントラル・リーグは、岡田の審判副部長解任、制裁金15万円、同シーズンの活動停止という処分を科した。

## 詳細情報

### 年度別打撃成績
| 年 度     | 球 団     | 試 合 | 打 席 | 打 数 | 得 点 | 安 打 | 二 塁 打 | 三 塁 打 | 本 塁 打 | 塁 打 | 打 点 | 盗 塁 | 盗 塁 死 | 犠 打 | 犠 飛 | 四 球 | 敬 遠 | 死 球 | 三 振 | 併 殺 打 | 打 率 | 出 塁 率 | 長 打 率 | O P S |
| --------- | --------- | ----- | ----- | ----- | ----- | ----- | -------- | -------- | -------- | ----- | ----- | ----- | -------- | ----- | ----- | ----- | ----- | ----- | ----- | -------- | ----- | -------- | -------- | ----- |
| 1952      | 阪神      | 4     | 3     | 3     | 0     | 0     | 0        | 0        | 0        | 0     | 0     | 0     | 0        | 0     | --    | 0     | --    | 0     | 0     | 0        | .000  | .000     | .000     | .000  |
| 1954      | 阪神      | 6     | 5     | 5     | 0     | 1     | 0        | 0        | 0        | 1     | 1     | 0     | 0        | 0     | 0     | 0     | --    | 0     | 0     | 0        | .200  | .200     | .200     | .400  |
| 1955      | 阪神      | 31    | 13    | 13    | 5     | 0     | 0        | 0        | 0        | 0     | 0     | 2     | 0        | 0     | 0     | 0     | 0     | 0     | 2     | 0        | .000  | .000     | .000     | .000  |
| 通算：3年 | 通算：3年 | 41    | 21    | 21    | 5     | 1     | 0        | 0        | 0        | 1     | 1     | 2     | 0        | 0     | 0     | 0     | 0     | 0     | 2     | 0        | .048  | .048     | .048     | .095  |

### 背番号
- 48 （1950年 - 1951年）
- 46 （1952年 - 1953年）
- 27 （1954年 - 1955年）

## 著書
- 『プロ野球審判が解説 プロ野球「意外なルール」100!』宝島社、2009年1月。ISBN 978-4-796-66832-3。